# Sergej Četveruchin
Sergej Aleksandrovič Četveruchin (in russo Серге́й Александрович Четверухин?; Mosca, 12 gennaio 1946) è un ex pattinatore artistico su ghiaccio sovietico, specializzato nel singolo.

## Palmarès
| Internazionali            | Internazionali | Internazionali | Internazionali | Internazionali | Internazionali | Internazionali | Internazionali | Internazionali | Internazionali | Internazionali | Internazionali |
| Evento                    | 1962–63        | 1963–64        | 1964–65        | 1965–66        | 1966–67        | 1967–68        | 1968–69        | 1969–70        | 1970–71        | 1971–72        | 1972–73        |
| ------------------------- | -------------- | -------------- | -------------- | -------------- | -------------- | -------------- | -------------- | -------------- | -------------- | -------------- | -------------- |
| Giochi olimpici invernali |                |                |                |                |                | 9°             |                |                |                | 2°             |                |
| Campionati mondiali       |                |                | 17°            |                | 13°            | 9°             | 8°             | 6°             | 3°             | 2°             | 2°             |
| Campionati europei        |                |                | 10°            | 12°            | 5°             | 5°             | 3°             | 4°             | 2°             | 2°             | 2°             |
| Prize of Moscow News      |                |                |                |                |                |                | 1°             |                | 1°             | 1°             | 1°             |
| Prague Skate              |                |                |                |                | 3°             | 2°             |                |                |                |                |                |
| Universiadi               |                |                |                | 2°             |                | 1°             |                | 2°             |                |                |                |
| Nazionali                 |                |                |                |                |                |                |                |                |                |                |                |
| Campionati sovietici      | 5°             | 2°             | 3°             | 2°             | 1°             | 1°             | 1°             | 1°             | 1°             |                | 1°             |